# 麥帥一橋
麥帥一橋，是臺灣的一座橋樑，位於臺北市松山區與內湖區，跨越基隆河，承載環東大道與南京東路，是南港、汐止通往臺北市區的重要橋樑。

## 沿革
麥帥公路是臺灣第一條高速公路，麥帥橋是麥帥公路跨越基隆河的橋樑，原名為「麥帥公路一號橋」，1964年（民國五十三年）5月間竣工。十大建設的推動，麥帥公路被劃入中山高速公路基隆台北段。1979年中山高速公路通車後，麥帥公路僅存麥帥橋至中山高速公路內湖交流道路段。1994年（民國八十三年）9月15日，配合基隆河截彎取直工程，麥帥橋進行拆除改建並開放便橋替代通行。2000年（民國八十九年）10月15日，雙層式麥帥一橋之下層橋部份、南京東路引道段及環東大道開放通車。

## 設計

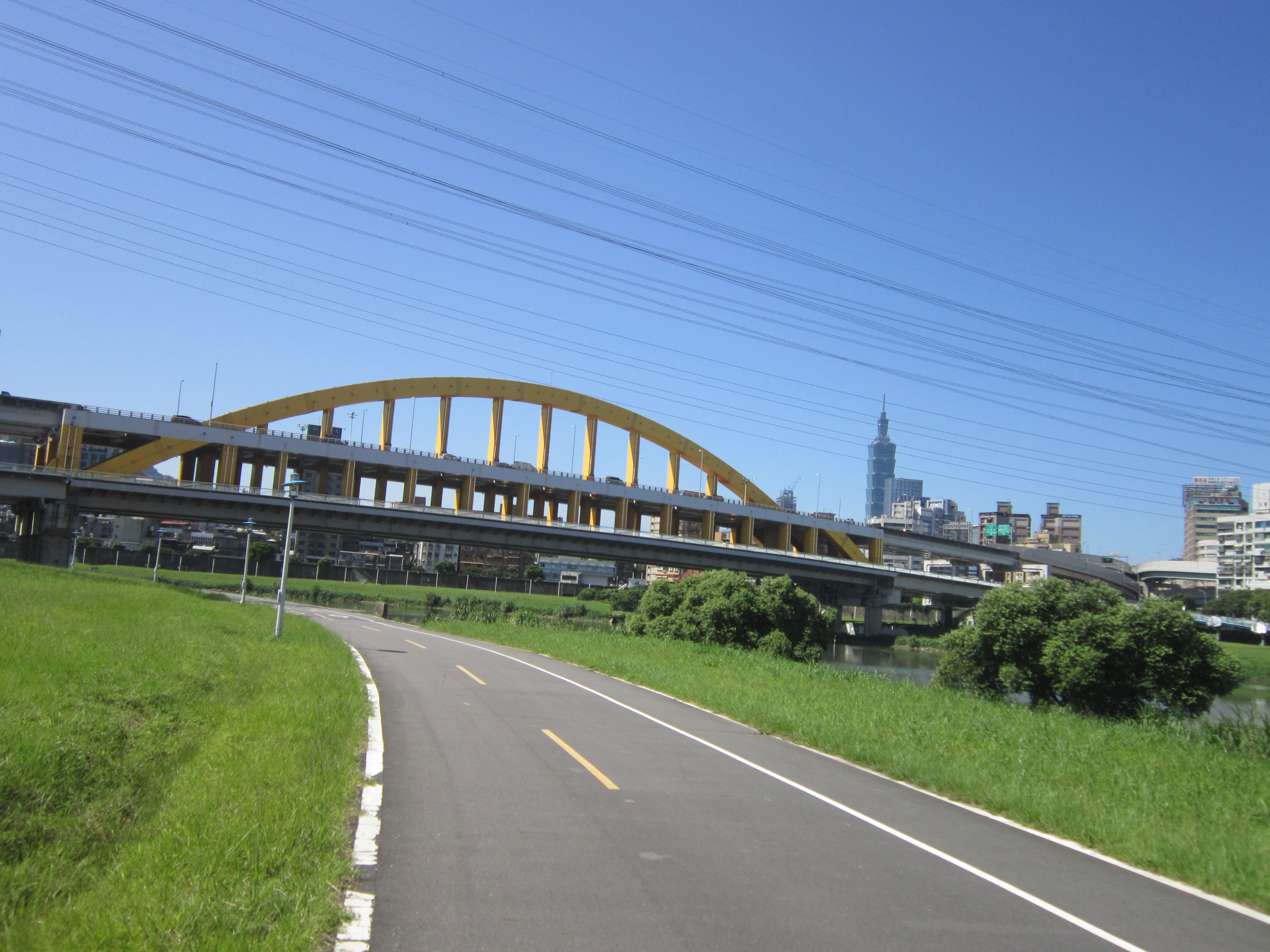
跨越基隆河的麥帥一橋及橋下的自行車道

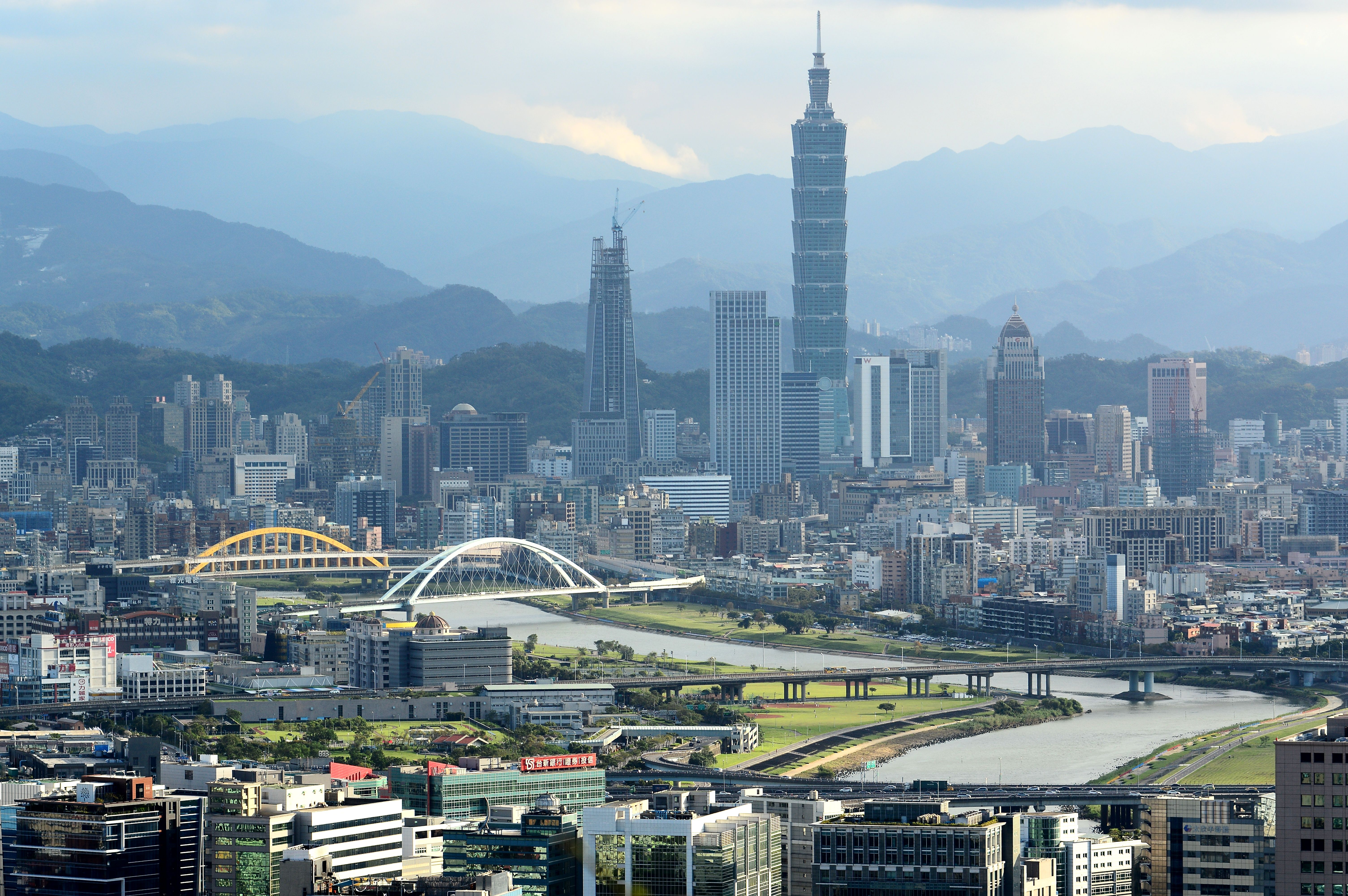
麥帥一橋、麥帥二橋、民權大橋(遠至近)

原麥帥橋配合整體交通路網之規劃，由於需銜接南京東路圓環高架橋及環東大道之車流動線，位居數條重要道路之樞紐，需用雙層橋面，故改建為雙層橋梁，當初設計時，考慮到防洪、河水沖刷等問題，配合跨越截彎取直後之基隆河道，需採用大跨徑橋樑以降低對水流之影響，因此橋樑沒有放在河道中。另外由於橋址位於松山機場飛航安全管制範圍內，橋樑高度受到限制，故拱高僅30公尺。麥帥一橋基隆河兩岸堤防法線間距為380公尺，主河道寬約100公尺。麥帥一橋連接基隆路到南京東路六段，長340公尺、寛41公尺，上、下二層橋面均於中央拱肋兩側分別配置9.0公尺寬單向雙線快車道，下層橋面並於韋廉迪桁架外側以懸臂托架方式，配置5.5公尺寬之機慢車道和人行道。上層是環東大道，下層則是南京東路。為了配合路線線形及橋梁景觀之需求，採用跨徑170公尺、拱高30公尺之「單弦拱肋雙層鋼拱橋」，是台灣第一座「單弦拱肋雙層鋼拱橋」。